# Wannabe
Wannabe (ibland med två e, särskilt på engelska: wannabee) är en person som gillar att imitera en annan, eller som odlar anspråk på en viss slags grupptillhörighet (mode, gängtillhörighet, viss subkultur, sexuell läggning, att vara "inne" eller efterfrågad som t.ex. skådespelare eller musiker) och ofta även försöker vara som denna/detta. Wannabe'n kan också vara en person som låtsas att vara något, ägna sig åt viss slags (trendig) verksamhet, exempelvis hacker, fotomodell, popstjärna eller DJ.
Termen, som kommer av de engelska orden ”want to be”, vilket i talspråk blir ”wanna be”, blev populär i mitten av 1980-talet. Den är första gången belagd i engelska den 6 juli 1981 i tidningen Newsweek, i en artikel om surfing, med övningssurfare, som i ”I wanna be a surfer”. 1985 skrev John Skow om ”Wanna Be's” och syftade på de som ville klä sig som, tala som och göra som sin idol, som i detta fall var popsångerskan Madonna från USA. Andra som ordet ”wannabe” tidigt användes om var gängmedlemmar och motorcyklister. Termen har senare blivit vanlig, ofta med koppling till subkulturer och ungdomskultur.